# Pelecopselaphus basalis
Pelecopselaphus basalis es una especie de escarabajo barrenador metálico del género Pelecopselaphus, de la superfamilia Buprestoidea, orden Coleoptera. Fue descrita por Kerremans en 1899.
Fue publicada en Kerremans C. Contribution a l'etude de la faune intertropicale Américaine. Fascicule II. Annales de la Société entomologique de Belgique 43:329-367. (1899). Se distribuye por la ecozona del Neotrópico.